# 블룬 타워 디펜스
《블룬 타워 디펜스》(Bloons Tower Defense/Bloons TD, 또는 풍선 타워 디펜스)는 닌자 키위가 제작한 타워 디펜스 게임이다. 처음에 어도비 플래시 플랫폼을 기반으로 구축되어 2007년에 브라우저 게임으로 출시되었다. 최신 시리즈 게임은 안드로이드, iOS, 윈도우폰, 플레이스테이션 포터블, 닌텐도 DSi 등 다양한 모바일 플랫폼을 지원하도록 확장되었다. 블룬 타워 디펜스 6 이전의 시리즈 게임은 스팀에 있는 닌자 키위 아카이브에서 플레이할 수 있다.

## 시리즈
- 《블룬 타워 디펜스》 (2007)
- 《블룬 타워 디펜스 2》 (2008)
- 《블룬 타워 디펜스 3》 (2008)
- 《블룬 타워 디펜스 4》 (2009)
- 《블룬 타워 디펜스 5》 (2011)
- 《블룬 타워 배틀》 (2012)
- 《블룬 몽키 시티》 (2013)
- 《블룬 타워 디펜스 6》 (2018)
- 《블룬 타워 디펜스 배틀 2》(2021)